# Coppelion
Coppelion (コッペリオン, Kopperion) est un manga écrit et illustré par Tomonori Inoue (ja). La série débute en 2008 dans le magazine Young Magazine avant d'être transférée en mai 2012 dans le magazine Monthly Young Magazine jusqu'à sa conclusion en février 2016. Vingt-six tomes sont publiés par Kōdansha. La version française est publiée par Noeve Grafx depuis avril 2022.
Le manga est adapté en série télévisée d'animation par les studios GoHands et diffusée entre octobre et décembre 2013 au Japon sur AT-X, en simulcast dans les pays francophones sur Anime Digital Network et en DVD chez Kazé.

## Synopsis
En 2016, une catastrophe se produit après une fusion nucléaire de la centrale d'Odaiba à proximité de Tokyo, forçant le gouvernement d'ordonner à ses citoyens d'évacuer.
20 ans plus tard, à cause des niveaux de rayonnements radioactifs trop élevés, Tokyo est devenue une ville fantôme et le gouvernement interdit de s'y aventurer.
Cependant, quand un signal de détresse est reçu de Tokyo, les forces terrestres d'autodéfense japonaises envoient trois jeunes adolescentes génétiquement modifiées qui sont immunisées contre la radioactivité, venir secourir les survivants.

## Personnages
Ibara Naruse (成瀬荊, Naruse Ibara)
Aoi Fukasaku (深作葵, Fukasaku Aoi)
Taeko Nomura (野村タエ子, Nomura Taeko)
Haruto Kurosawa (黒澤遥人, Kurosawa Haruto)
Kanon Ozu (小津歌音, Ozu Kanon)
Shion Ozu (小津詩音, Ozu Shion)
Onihei Mishima (三島鬼兵, Mishima Onihei)
Mushanokōji (武者小路, Mushanokōji)

## Manga
La série a débuté en 2008 dans le magazine Weekly Young Magazine avant d'être transférée dans le magazine Monthly Young Magazine le 9 mai 2012. Le dernier chapitre est publié le 20 février 2016. Le premier volume relié est publié le 6 octobre 2008 et le vingt-sixième et dernier le 6 avril 2016. Depuis octobre 2013, la série est disponible dans plus de 170 pays en version numérique par Crunchyroll. La version française est publiée par Noeve Grafx depuis avril 2022.

### Liste des volumes
| no | Japonais         | Japonais          | Français         | Français          |
| no | Date de sortie   | ISBN              | Date de sortie   | ISBN              |
| -- | ---------------- | ----------------- | ---------------- | ----------------- |
| 1  | 6 octobre 2008   | 978-4-06-375572-5 | 15 avril 2022    | 978-2-38-316135-6 |
| 2  | 6 janvier 2009   | 978-4-06-361749-8 | 13 juillet 2022  | 978-2-38-316240-7 |
| 3  | 6 avril 2009     | 978-4-06-361775-7 | 11 novembre 2022 | 978-2-38-316364-0 |
| 4  | 6 juillet 2009   | 978-4-06-361807-5 | 16 juin 2023     | 978-2-38-316457-9 |
| 5  | 10 octobre 2019  | 978-4-06-361830-3 |                  |                   |
| 6  | 6 janvier 2010   | 978-4-06-361857-0 |                  |                   |
| 7  | 6 mai 2010       | 978-4-06-361890-7 |                  |                   |
| 8  | 6 septembre 2010 | 978-4-06-361930-0 |                  |                   |
| 9  | 6 janvier 2011   | 978-4-06-361992-8 |                  |                   |
| 10 | 5 mai 2011       | 978-4-06-382027-0 |                  |                   |
| 11 | 5 août 2011      | 978-4-06-382062-1 |                  |                   |
| 12 | 4 novembre 2011  | 978-4-06-382095-9 |                  |                   |
| 13 | 6 février 2012   | 978-4-06-382131-4 |                  |                   |
| 14 | 5 mai 2012       | 978-4-06-382170-3 |                  |                   |
| 15 | 6 août 2012      | 978-4-06-382203-8 |                  |                   |
| 16 | 6 novembre 2012  | 978-4-06-382234-2 |                  |                   |
| 17 | 6 mars 2013      | 978-4-06-382259-5 |                  |                   |
| 18 | 5 juillet 2013   | 978-4-06-382316-5 |                  |                   |
| 19 | 6 septembre 2013 | 978-4-06-382353-0 |                  |                   |
| 20 | 6 décembre 2013  | 978-4-06-382385-1 |                  |                   |
| 21 | 6 juin 2014      | 978-4-06-382475-9 |                  |                   |
| 22 | 5 décembre 2014  | 978-4-06-382537-4 |                  |                   |
| 23 | 1er mai 2015     | 978-4-06-382604-3 |                  |                   |
| 24 | 6 novembre 2015  | 978-4-06-382699-9 |                  |                   |
| 25 | 6 avril 2016     | 978-4-06-382760-6 |                  |                   |
| 26 | 6 avril 2016     | 978-4-06-382761-3 |                  |                   |

## Anime
L'adaptation en série télévisée d'animation est annoncée en septembre 2010 mais, à la suite du séisme de 2011 de la côte Pacifique du Tōhoku, sa production a été mise de côté. Finalement, la série est produite en 2013 par le studio GoHands avec Shingo Suzuki en réalisateur et Makoto Nakamura en scénariste. Les treize épisodes sont diffusés du 2 octobre au 25 décembre 2013,.
Dans les pays francophones, la série est diffusée en simulcast sur la plate-forme Anime Digital Network et à la télévision sur Mangas. Elle est également diffusée en Amérique du Nord par Viz Media et en Australie et Nouvelle-Zélande par Madman Entertainment.

### Liste des épisodes
| No | Titre français         | Titre japonais      | Titre japonais     | Date de 1re diffusion |
| No | Titre français         | Kanji               | Rōmaji             | Date de 1re diffusion |
| --- | ---------------------- | ------------------- | ------------------ | --------------------- |
| 1 | Coppelion              | 人形 (コッペリオン) | Ningyo (Kopperion) | 2 octobre 2013        |
| Trois jeunes filles ayant l'âge d'aller au lycée arrivent dans les vestiges d'une ancienne capitale du Japon. La ville qui a été dévastée il y a plusieurs années cache probablement des survivants. C'est à ces jeunes filles de les retrouver pour les évacuer. En effet, des particules nocives pour l'être humain se déversent sur la ville. Pourtant, les trois adolescentes ne portent aucun équipement de sécurité quelconque... Elles sont le fruit d'une expérience génétique visant à renforcer leurs défenses face à ces particules...                           |                        |                     |                    |                       |
| 2 | L'Avenir               | 未来                | Mirai              | 9 octobre 2013        |
| Ibara et Aoi partent à la recherche de Taeko, et trouvent des empreintes de loup dans du sang. Alors qu'elles imaginent le pire, elles trouvent le propriétaire de ces empreintes blessé par balle et agonisant... L'auteur du coup de feu, lui aussi, est encore sur les lieux, et tient Taeko en otage. La jeune fille parvient à se libérer, et Ibara maîtrise l'individu qui leur apprend qu'il est à la recherche de sa fille disparue... |                        |                     |                    |                       |
| 3 | Espoir                 | 希望                | Kibō               | 16 octobre 2013       |
| Les trois jeunes filles continuent leurs recherches dans l'ancienne capitale dévastée. Le loup qui les accompagne leur apporte des clés de voiture et les emmène devant la prison. Il semble que ces clés appartiennent aux fameux auteurs des livraisons qu'on leur avait mentionné... |                        |                     |                    |                       |
| 4 | Soleil couchant        | 夕陽                | Yūhi               | 23 octobre 2013       |
| Le professeur et les trois Coppelion partent à la poursuite du bombardier furtif et Ibara parvient finalement à l'abattre avec un lance-missiles. L'avion finit sa course dans ce qui était anciennement un bassin de motonautisme. Les trois jeunes filles se rendent sur les lieux pour inspecter ce qui reste de l'épave, mais une surprise les attend au fond du bassin... |                        |                     |                    |                       |
| 5 | La Vie                 | 生命                | Seimei             | 30 octobre 2013       |
| Les trois Coppelion continuent leur périple au sein de l'ancienne capitale, à la recherche des derniers survivants. Pendant ce temps, la troisième division s'occupe de nettoyer le bassin de motonautisme. Les barils extraits et scellés dans des containers hermétiques, sont entreposés temporairement dans la ville déserte... Pas si déserte que ça, puisque les containers sont attaqués, et leur contenu volé. Les Coppelion partent à la poursuite des bandits quand elles tombent sur une ambulance accidentée, avec à son bord un homme et une femme enceinte... |                        |                     |                    |                       |
| 6 | La Planète             | 惑星                | Wakusei            | 6 novembre 2013       |
| Naruse et ses camarades, après avoir été attaquées par la première division, se sont réfugiées dans la repaire des survivants, un bâtiment appelé « Planet ». Mais la première division les retrouve et se rend sur les lieux pour leur poser un ultimatum. Par manque de vigilance, Aoi se fait capturer par la première division, et devient leur otage. Naruse tente une opération pour aller la libérer... |                        |                     |                    |                       |
| 7 | La température du cœur | 遥人                | Haruto             | 13 novembre 2013      |
| À la suite de l'attaque contre la première division, Naruse est blessée, et inconsciente. Haruto, Kurobe et Aoi font tout pour la réanimer, mais elle doit subir une intervention chirurgicale. Heureusement, Taeko est remise de sa blessure et peut pratiquer l'intervention. Il s'en faut de peu, mais Naruse se remet doucement. Kurobe et ses compagnons en ont profité pour capturer l'homme au pardessus blanc, qui semble être le leader de la première division. Ils commencent à l'interroger pour découvrir les plans de l'armée des spectres...                 |                        |                     |                    |                       |
| 8 | Les Sœurs              | 姉妹                | Shimai             | 20 novembre 2013      |
| Ibara et les survivants de Planet se rendent à l'hôpital central pour l'accouchement d'Ibuki. Hélas, quelqu'un semble vouloir les en empêcher. Il s'agit des sœurs Ozu, des Coppelion de la même promotion que Naruse. Mais pourquoi cherchent-elles tant à leur nuire ? Quelles sont leurs motivations ? Un combat violent s'engage entre les Coppelion... |                        |                     |                    |                       |
| 9 | Le Leurre              | 陽動                | Yōdō               | 27 novembre 2013      |
| Le vent se lève sur l'ancienne capitale, et transporte avec lui des particules toxiques. Les zones dangereuses s'étendent et arriveront sous peu à Planet. Il est temps pour les Coppelion et les survivants de fuir et de rejoindre un lieu sûr pour attendre l'hélicoptère qui viendra les secourir. Hélas, la première division accompagnée des sœurs Ozu est encore à leur recherche. Les jeunes secouristes doivent agir intelligemment pour ne pas éveiller les soupçons...                                                                                           |                        |                     |                    |                       |
| 10 | Humain                 | 人間                | Ningen             | 4 décembre 2013       |
| Le vent se lève sur l'ancienne capitale, et transporte avec lui des particules toxiques. Les Coppelion ont mis au point une stratégie pour fuir tout en échappant à la première division. Deux équipes sont formées ; une pour servir de leurre et appâter la première division, et l'autre qui a pour tâche de préparer le train afin de pouvoir franchir les zones voisines. Il va falloir agir vite, car des réparations sont nécessaires pour pouvoir utiliser le réseau ferroviaire, et le ciel est de plus en plus menaçant...                                        |                        |                     |                    |                       |
| 11 | L'Éveil                | 覚醒                | Kakusei            | 11 décembre 2013      |
| Les deux équipes sont à l'œuvre pour le bon déroulement de leur plan : remettre en état le train afin de franchir la zone qui les empêche de rejoindre le centre-ville. Mais la première division aussi sort le grand jeu avec une araignée métallique géante. Toutefois, l'équipe de diversion compte bien remplir son rôle jusqu'au bout et va tout faire pour détruire l'araignée, tout en tenant les sœurs Ozu à l'écart de l'équipe technique, qui a fort à faire avec les réparations du train et de la sous-station électrique...                                    |                        |                     |                    |                       |
| 12 | La Promesse            | 約束                | Yakusoku           | 18 décembre 2013      |
| La mission d'évasion vers le centre-ville semble bien se dérouler. L'équipe de diversion attend à la gare, prête à partir. Quant à l'équipe technique, elle est finalement parvenue à faire démarrer le train après quelques ennuis. C'est bientôt l'heure des retrouvailles, afin de se diriger tous ensemble vers le centre-ville de l'ancienne capitale pour l'extraction. Mais les sœurs Ozu en ont décidé autrement. Elles retrouvent Ibara et le reste de l'équipe de diversion dans la gare, et découvre ainsi leurs plans d'évasion...                              |                        |                     |                    |                       |
| 13 | Les Anges              | 天使                | Tenshi             | 25 décembre 2013      |
| La mission de sauvetage touche à sa fin. Les Coppelion ont réussi à franchir la zone qui les bloquait avec les survivants de Planet et la première division. Mais elles doivent faire face à un dernière obstacle : les sœurs Ozu sont revenues à leurs trousses, à bord de l'araignée de métal. Cette fois, Kanon est bien décidée à en découdre avec Naruse... |                        |                     |                    |                       |

### Musique
| Générique | Épisodes | Début | Début   | Fin             | Fin     |
| Générique | Épisodes | Titre | Artiste | Titre           | Artiste |
| --------- | -------- | ----- | ------- | --------------- | ------- |
| 1         | 1 – 12   | ANGEL | angela  | Tōkumade        | angela  |
| 2         | 13       | ANGEL | angela  | Bye-Bye Alright | angela  |

### Doublage
| Personnages  | Personnages  | Voix japonaises |
| ------------ | ------------ | --------------- |
| Ibara Naruse | Ibara Naruse | Haruka Tomatsu  |
| Aoi Fukasaku | Aoi Fukasaku | Kana Hanazawa   |
| Taeko Nomura | Taeko Nomura | Satomi Akesaka  |

## Voir également
- Candy & Cigarettes - Une autre série de mangas du même auteur.

### Œuvres
Édition japonaise
Édition standard
1. 1 2  (ja) « ＣＯＰＰＥＬＩＯＮ（１） », sur Kodansha (consulté le 4 août 2022).
2. 1 2  (ja) « ＣＯＰＰＥＬＩＯＮ（２） », sur Kodansha (consulté le 4 août 2022).
3. 1 2  (ja) « ＣＯＰＰＥＬＩＯＮ（３） », sur Kodansha (consulté le 4 août 2022).
4. 1 2  (ja) « ＣＯＰＰＥＬＩＯＮ（４） », sur Kodansha (consulté le 4 août 2022).
5. 1 2  (ja) « ＣＯＰＰＥＬＩＯＮ（５） », sur Kodansha (consulté le 4 août 2022).
6. 1 2  (ja) « ＣＯＰＰＥＬＩＯＮ（６） », sur Kodansha (consulté le 4 août 2022).
7. 1 2  (ja) « ＣＯＰＰＥＬＩＯＮ（７） », sur Kodansha (consulté le 4 août 2022).
8. 1 2  (ja) « ＣＯＰＰＥＬＩＯＮ（８） », sur Kodansha (consulté le 4 août 2022).
9. 1 2  (ja) « ＣＯＰＰＥＬＩＯＮ（９） », sur Kodansha (consulté le 4 août 2022).
10. 1 2  (ja) « ＣＯＰＰＥＬＩＯＮ（１０） », sur Kodansha (consulté le 4 août 2022).
11. 1 2  (ja) « ＣＯＰＰＥＬＩＯＮ（１１） », sur Kodansha (consulté le 4 août 2022).
12. 1 2  (ja) « ＣＯＰＰＥＬＩＯＮ（１２） », sur Kodansha (consulté le 4 août 2022).
13. 1 2  (ja) « ＣＯＰＰＥＬＩＯＮ（１３） », sur Kodansha (consulté le 4 août 2022).
14. 1 2  (ja) « ＣＯＰＰＥＬＩＯＮ（１４） », sur Kodansha (consulté le 4 août 2022).
15. 1 2  (ja) « ＣＯＰＰＥＬＩＯＮ（１５） », sur Kodansha (consulté le 4 août 2022).
16. 1 2  (ja) « ＣＯＰＰＥＬＩＯＮ（１６） », sur Kodansha (consulté le 4 août 2022).
17. 1 2  (ja) « ＣＯＰＰＥＬＩＯＮ（１７） », sur Kodansha (consulté le 4 août 2022).
18. 1 2  (ja) « ＣＯＰＰＥＬＩＯＮ（１８） », sur Kodansha (consulté le 4 août 2022).
19. 1 2  (ja) « ＣＯＰＰＥＬＩＯＮ（１９） », sur Kodansha (consulté le 4 août 2022).
20. 1 2  (ja) « ＣＯＰＰＥＬＩＯＮ（２０） », sur Kodansha (consulté le 4 août 2022).
21. 1 2  (ja) « ＣＯＰＰＥＬＩＯＮ（２１） », sur Kodansha (consulté le 4 août 2022).
22. 1 2  (ja) « ＣＯＰＰＥＬＩＯＮ（２２） », sur Kodansha (consulté le 4 août 2022).
23. 1 2  (ja) « ＣＯＰＰＥＬＩＯＮ（２３） », sur Kodansha (consulté le 4 août 2022).
24. 1 2  (ja) « ＣＯＰＰＥＬＩＯＮ（２４） », sur Kodansha (consulté le 4 août 2022).
25. 1 2  (ja) « ＣＯＰＰＥＬＩＯＮ（２５） », sur Kodansha (consulté le 4 août 2022).
26. 1 2  (ja) « ＣＯＰＰＥＬＩＯＮ（２６） », sur Kodansha (consulté le 4 août 2022).

Édition française
1. 1 2  « Coppelion Vol.1 », sur manga-news (consulté le 4 août 2022).
2. 1 2  « Coppelion Vol.2 », sur manga-news (consulté le 4 août 2022).
3. 1 2  « Coppelion Vol.3 », sur manga-news (consulté le 26 octobre 2022).
4. 1 2  « Coppelion Vol.4 », sur manga-news (consulté le 30 juin 2023).